# 미꾸리낚시
미꾸리낚시는 한국 각처의 골짜기나 물가에 나는 한해살이풀이다.
높이는 20 ~ 100cm이다. 털은 없으나 갈고리 모양의 가시가 있고, 밑부분의 줄기는 옆으로 누우며, 사각형이다. 잎은 어긋나며 피침형이다. 뒷면의 맥에 가시가 있고, 가장자리는 밋밋하며, 잎자루가 있고, 엽초 모양의 턱잎은 털이 없다. 꽃은 줄기 끝이나 잎겨드랑이에 두상으로 달린다. 꽃차례 밑부분의 꽃은 흰색, 윗부분의 꽃은 홍색, 꽃줄기에는 가시가 없다. 꽃받침은 5장, 수술 8개, 암술대 3개이다. 열매는 수과로 꽃받침에 싸이고, 세모지며, 흑색이다.